# Драмска турска гимназия
Драмската турска гимназия (на гръцки: Τουρκικό γυμνάσιο Δράμας; на турски: Rüştiye) е обществена сграда в македонския град Драма, Гърция.
Сградата е построена като училище на днешната улица „Ипократис“ преди 1910 година и в нея е настанена Драмската турска гимназия (рушдието). Архитект е австриецът Конрад фон Вилас. Сградата е в духа на нормите за обществена сграда от началото на XX вак – има правоъгълна форма с три етажа – полуприземен етаж, първи етаж и тавански етаж, като централната част и крайните части са издадени напред. Фон Вилас смесва класически елементи с влияния от други периоди и стилове. Забележителни са стрехите под покрива, както и двете извити стълбища на главния вход.
Днес в сградата е настанен Драмският център за закрила на детето (Κέντρο Προστασίας του Παιδιού Δράμας), по-известен като Сиропиталището (Ορφανοτροφείο).